# Abe no Yoritoki
Abe no Yoritoki (安倍頼時) foi o chefe do clã Abe dos Emishi que foram autorizados a governar os seis distritos Emishi (Iwate, Hienuki, Shiwa, Isawa, Esashi e Waga) na Bacia do Rio Kitakami  entre Morioka e Hiraizumi no que é hoje a Província de Iwate.
Enquanto a maioria das províncias foram supervisionados apenas por um governador, Mutsu, na atual região de Tohoku , tinha também um Chinjufu Shogun (Defensor do Norte), general encarregado de controlar os nativos Emishi , que haviam sido subjugados quando os japoneses tomaram a região no Século IX. Historicamente, este posto foi sempre assumido por um membro do Clã Abe, e havia muitos conflitos entre o general Abe  , e o governador com relação ao controle administrativo da província.
Em 1050, o general que supervisionava os Ainus era Abe no Yoritoki , quem cobrava impostos e confiscava propriedades por conta própria, raramente sem dar alguma satisfação ao governador da província. O governador mandou um comunicado para a capital em Kyoto pedindo ajuda, e como resultado, Minamoto no Yoriyoshi foi indicado governador e comandante-em-chefe com o controle sobre os nativos. Foi em seguida, enviou seu filho Minamoto no Yoshiie de quinze anos, para parar o Clã Abe.
Yoriyoshi enfrentou um inimigo formidável Yoritoki tinha seis filhos, duas filhas e uma família extensa que controlava distritos estratégicos em todo o norte de Honshu. Seus filhos estavam aquartelados nas colinas ao longo do rio Kitakami: Sadato, seu filho mais velho ocupou a Paliçada Kuriyagawa no norte, e Norito se juntou a Yoritoki na Paliçada Koromo (Shirototi). 
As filhas de Yoritoki eram casadas com membros de Ramos Taira e Fujiwara da região, um de seus genros era Taira no Nagahira do Distrito de Igu na antiga Província de Iwaki, e o outro genro Fujiwara no Tsunekiyo era do Distrito de Watari que estava localizado ao norte de Igu, na mesma província. Yoritoki ficou particularmente interessado em Tsunekiyo, por este pertencer ao ramo samurai Hidesato dos Fujiwara. 
Quando a Guerra Zenkunen estourou em 1051, Nagarira e Tsunekiyo lutaram ao lado de Yoritoki. Depois de 7 anos de luta contra Minamoto no Yoriyoshi, Abe no Yoritoki é morto em combate em 28 de agosto de 1057,  trespassado por uma flecha  . Apoós a sua morte a resistência foi comandada por seu filho Sadato até 1062, quando este se rendeu 